# The Estate
The Estate è un film del 2022 diretto da Dean Craig.

## Trama
Macey e Savanna, due sorelle in ristrettezze economiche, vengono informate dalla madre Diane che la zia Hilda, molto facoltosa, sta per morire a causa di un cancro. 
La zia non è una persona benvoluta in famiglia, perché burbera e distaccata.
Le due sorelle, seppur riluttanti, decidono di andare al capezzale della parente, per cercare di accaparrarsi l'eredità.
Quando giungono nella villa di Hilda, però, le due scoprono di non essere le uniche che hanno avuto quell'idea.

## Distribuzione

### Data di uscita
Il film è stato proiettato in anteprima mondiale al BFI London Film Festival il 6 ottobre 2022. In Italia è stato distribuito direct-to-video il 15 novembre 2023.

### Divieti
Negli Stati Uniti d'America la MPAA ha classificato il film come vietato ai minori di 17 anni non accompagnati da un adulto (R) per scene contenenti contenuti sessuali espliciti, nudità esplicita, breve uso di droghe e linguaggio volgare.

### Edizione italiana
La direzione del doppiaggio è di Rossella Izzo e i dialoghi italiani sono curati da Fiamma Izzo per conto di Pumais Due che si è occupata anche della sonorizzazione.

## Accoglienza

### Critica
Sull'aggregatore di recensioni Rotten Tomatoes il film riceve il 31% delle recensioni professionali positiv, mentre su Metacritic ha un punteggio di 37 su 100 basato su 19 recensioni professionali.